# Лаутары (фильм)
«Лаутары» (молд. Лэутарий, рум. Lăutarii — певцы, инструменталисты) — советский драматический художественный фильм 1971 года режиссёра Эмиля Лотяну, снятый на киностудии «Молдова-фильм». Рассказывает о судьбе молдавских бродячих народных музыкантов — лэутаров.
Фильм имел международный успех, особенно в Италии. Получил вторую премию (Серебряная раковина) международного фестиваля в Сан-Себастьяне (1972), специальную премию жюри международного фестиваля в Сан-Себастьяне (1972), Серебряную Нимфу международного кинофестиваля в Неаполе (1972) и специальный диплом международного кинофестиваля в Орвието (1972).

## В ролях
- Сергей Лункевич — Тома Алистар
- Думитру Хэбэшеску — Тома Алистар (в юности)
- Женя Ролько — Тома Алистар (в детстве)
- Галина Водяницкая — цыганка Лянка (в старости)
- Ольга Кымпяну — Лянка (в юности)
- Анжелика Ященко — Лянка (в детстве)
- Григоре Григориу — Раду Негостин
- Светлана Тома — Рамина
- Хараламбиэ Бердага — лаутар
- Василе Зубку-Кодряну — Илие Вилчу
- Думитру Мокану — лаутар
- Илие Мэскэй — лаутар
- Вилли Мусоян — лаутар Драгомир
- Михай Курагэу — гайдук
- Михаил Тимофти — (в титрах М. Тимофте) проводник Василий
- Ион Аракелу — Янку

## Призы
- Премия «Нимфа» 1972
- Призы «Серебряная раковина», «Ненускуа», «Гаксен» 1972;
- Приз «Серебряная сирена» 1972;

## Музыка из фильма
- Lume, Lume (Life, Oh Life) Maria Tanase